# Los Limones
Los Limones o Limones (inicialmente Los Limones del Caribe) es un grupo de pop/rock español, formado en 1983 en la ciudad de Ferrol.

## Historia
Comenzaron a actuar de forma aficionada. El grupo nace en 1983 en Ferrol y comienzan a tocar bajo el nombre de Los Limones del Caribe, unos inicios asociados al Colegio Montefaro en los que por la formación inicial van pasando distintos músicos hasta asentarse con Santi Santos (voz solista), Abel López (batería), Andrés Pita (guitarra solista), Pepe Ramos (guitarra rítmica y voz), Antonio Porto (bajo) y Álvaro Lamas (steel guitar). En el 87 EDIGAL les edita "Sun" (EDIGAL, 1987), reciben el premio de Grupo Revelación que organiza la emisora Radiocadena Española y Grabaciones Accidentales (GASA) se fija en ellos para grabarles el largo  "Sube la Marea" (GASA, 1989). El grupo simplifica el nombre a un más efectivo Los Limones y entrega grandes canciones pop como “Te voy siguiendo”, tema omnipresente en cualquier recopilatorio de pop español que se precie, y “Cuando aparezca el sol”.
Los cambios en la formación fueron una constante a lo largo de toda la historia del grupo, así pronto nos encontramos con Pipo García entrando a la batería, puesto por el que pasarían Manolo Beceiro e Iván Ramos posteriormente. También muchos otros músicos como Carlos Marca (bajo), Juan de Dios Martín (piano, hammond, programaciones), Miguel de la Cierva (guitarra), Rafa Pereira (guitarra rítmica, bajo, contrabajo), Jose Ciller (guitarra), Javi Amor (guitarra) y Toni Simao (bajo). Salidas y entradas continuas, vueltas y revueltas que ponen de manifiesto que Santi fue siempre el hilo conductor de esta gran familia.. La primera actuación del grupo fue en el colegio mayor Fonseca de Santiago de Compostela en mayo de 1984, teniendo después una vertiginosa actividad en locales de Ferrol (Copacabana, Bristol), Cabanas, Santiago (La Esquina, Fiesta del Campus Sur de la USC ), durante 1985 y 1986. Posteriormente se produce un cambio radical en el grupo, y de la formación original sólo queda Santi Santos.En 1987 la discográfica gallega Edigal les edita su primer mini-LP titulado Sun. Poco después consiguen ganar el Premio de grupo revelación que organiza la emisora Radiocadena Española y son fichados por Grabaciones Accidentales (GASA). 
Esta discográfica edita su primer LP, Sube la marea (1989), que incluye el sencillo "Te voy siguiendo", que pronto se sitúa entre los más populares en las listas de ventas.
Un año más tarde graban Donde acaba el mar. Las canciones "Trenes sin destino" y "No le digas" se convierten en referente de la música más comercial del momento y se escuchan continuamente en emisoras de radio y discotecas. 
El siguiente disco, Música clásica (1992), incluye el tema "El canto de la sirena", que alcanza en número 1 en las listas de éxitos.
Tras publicar nuevos LP en los años siguientes con discretos resultados, el grupo se disuelve en 1997.
No obstante, en 2001 se recompone la banda y desde entonces han seguido publicando discos, si bien lejos de la repercusión mediática que alcanzaron a principios de los años noventa.
En su disco "¡Sigue!" (2008) incluyen como extra el tema "Vamos Getafe", canción dedicada al Getafe Club de Fútbol.
En el 2010 editan "Arriba Esas Gaitas" con el sello CARLITO.
En 2014 editan "13 Limones" con el sello Round Sound. Es el álbum número trece de la discografía de Los Limones. El disco, gestado durante el 2013, recoge 13 canciones: diez temas inéditos compuestos por Santi Santos y tres versiones nuevas de temas existentes. Fascinado por la numerología, un tema recurrente en su obra, Santi Santos hace un homenaje al número 13, considerado por él mismo mágico y maldito a la vez. 
Este disco ha sido producido por José Luis Chicote, compositor, productor y director de los estudios de sonido Round Sound, en Boadilla del Monte. Con 13 Limones el sonido Pop del grupo se actualiza y se proponen nuevas sonoridades rozando en algunos momentos las nuevas tendencias del electro (Ferrol 2013, 18 Primaveras) o de grupos indie (Quiero Soñar, Canción desnuda). El piano, poco explotado hasta ahora por el grupo, toma un papel protagonista en algunos momentos (Almudena, Quiero soñar, Eres el mejor) y comparte protagonismo en otros junto al ineludible “pedal steel” o las eléctricas.
En 2015 editan un nuevo álbum "Quintos del 64" que cuenta con regrabaciones de éxitos anteriores como Ferrol o Almudena, una deliciosa versión de "En al cima del mundo" y 7 temas nuevos entre los que destaca el que da nombre genérico al CD "Quintos del 64" que festeja los 50 años de Santi Santos con un homenaje a toda su generación. Este álbum ha contado con la colaboración de Cómplices siendo grabado en el estudo de Teo Cardalda

## Discografía
- 1987 - Sun (mini-LP)
- 1989 - Sube la marea
- 1990 - Donde acaba el mar
- 1992 - " Ferrol"
- 1992 - Música clásica
- 1993 - Por las estrellas
- 1995 - Amigos
- 1996 - Los Singles
- 1997 - 7 Mares
- 2001 - Volver a casa
- 2003 - La botellita
- 2004 - Camiño das estrelas
- 2004 - El directo de Limones
- 2006 - Palabra
- 2008 - ¡Sigue!
- 2010 - Arriba esas gaitas
- 2014 - 13 Limones
- 2015 - "Quintos del 64"
- 2020 - " Niña bonita"